# Droga N444 (Holandia)
Droga N444 (nl. Provinciale weg 444) – znajduje się w południowo-zachodniej części Holandii w prowincji Holandia Południowa, długości 6,4 km. Krzyżuje się z autostradą A44.